# Ґабріель Вілліґер
Ґабріель Вілліґер (нар. 7 червня 1971) — колишня швейцарська тенісистка.
Найвищу одиночну позицію світового рейтингу — 358 місце досягла 19 червня 1989, парну — 468 місце — 21 грудня 1986 року.

## Фінали ITF

### Одиночний розряд: 1 (0–1)
| Результат | Дата             | Турнір                 | Покриття | Суперниця      | Рахунок  |
| --------- | ---------------- | ---------------------- | -------- | -------------- | -------- |
| Поразка   | 6 листопада 1988 | Ленцергайде, Швейцарія | Килим    | Кейт Макдоналд | 2–6, 1–6 |